# Goodyera yangmeishanensis
Goodyera yangmeishanensis är en orkidéart som beskrevs av Tsan Piao Lin. Goodyera yangmeishanensis ingår i släktet knärötter, och familjen orkidéer. Inga underarter finns listade i Catalogue of Life.